# 230.
230. je četrto desetletje v 3. stoletju med letoma 230 in 239. 